# Minnanthu
Minnanthu ist ein Dorf auf dem Areal der mittelalterlichen Tempelstadt Bagan, Myanmar; es liegt etwa 5 km südöstlich von Alt-Bagan. 
In der Umgebung von Minnanthu liegen folgende Tempel aus dem 13. Jahrhundert:
- Lemyethna
- Nandamannya
- Payathonzu
- Thambula
- Tayokpye

Zwischen Alt-Bagan und Minnanthu steht der Sulamani-Tempel.